# Nixe lucidipennis
Nixe lucidipennis är en dagsländeart som först beskrevs av James Brackenridge Clemens 1913.  Nixe lucidipennis ingår i släktet Nixe och familjen forsdagsländor. Inga underarter finns listade i Catalogue of Life.